# Pitohui dichrous
Il pitoui testanera (Pitohui dichrous (Bonaparte, 1850)) è un uccello passeriforme della famiglia Oriolidae, endemico della Nuova Guinea.

## Descrizione
Pitohui dichrous è un uccello canoro dal piumaggio nero e arancio.

## Biologia
Pitohui dichrous è uno dei primissimi uccelli tossici scoperti. Il veleno è una batracotossina, che è una potente neurotossina che causa bruciori e intorpidimento, simile alla batracotossina presente nelle rane della famiglia Dendrobatidae.
La sostanza non è prodotta dall'uccello, bensì viene incorporata attraverso una dieta a base di alcuni coleotteri. Ciò può essere dimostrato dal fatto che negli esemplari di Pitohui dichrous allevati in cattività il livello di tossicità è molto basso o del tutto assente.

## Distribuzione e habitat
L'uccello è diffuso in tutta la Nuova Guinea.

## Scoperta
Nel 1989 una spedizione zoologica dell'Università di Chicago, recatasi in Nuova Guinea per studiare i Paradisea, scoprì casualmente Pitohui dichrous. Il ricercatore Jack Dumbacher maneggiando qualche esemplare catturato, si graffiò la mano e, dopo essersi istintivamente leccato la piccola ferita, avvertì bruciore e formicolio alla lingua. Il medico della spedizione diagnosticò un avvelenamento da omobatracotossina, scoprendo così la presenza di veleno nel piumaggio e nella pelle dell'animale.Template:Bird Sense 2012 Tim Birkhead